# Polam

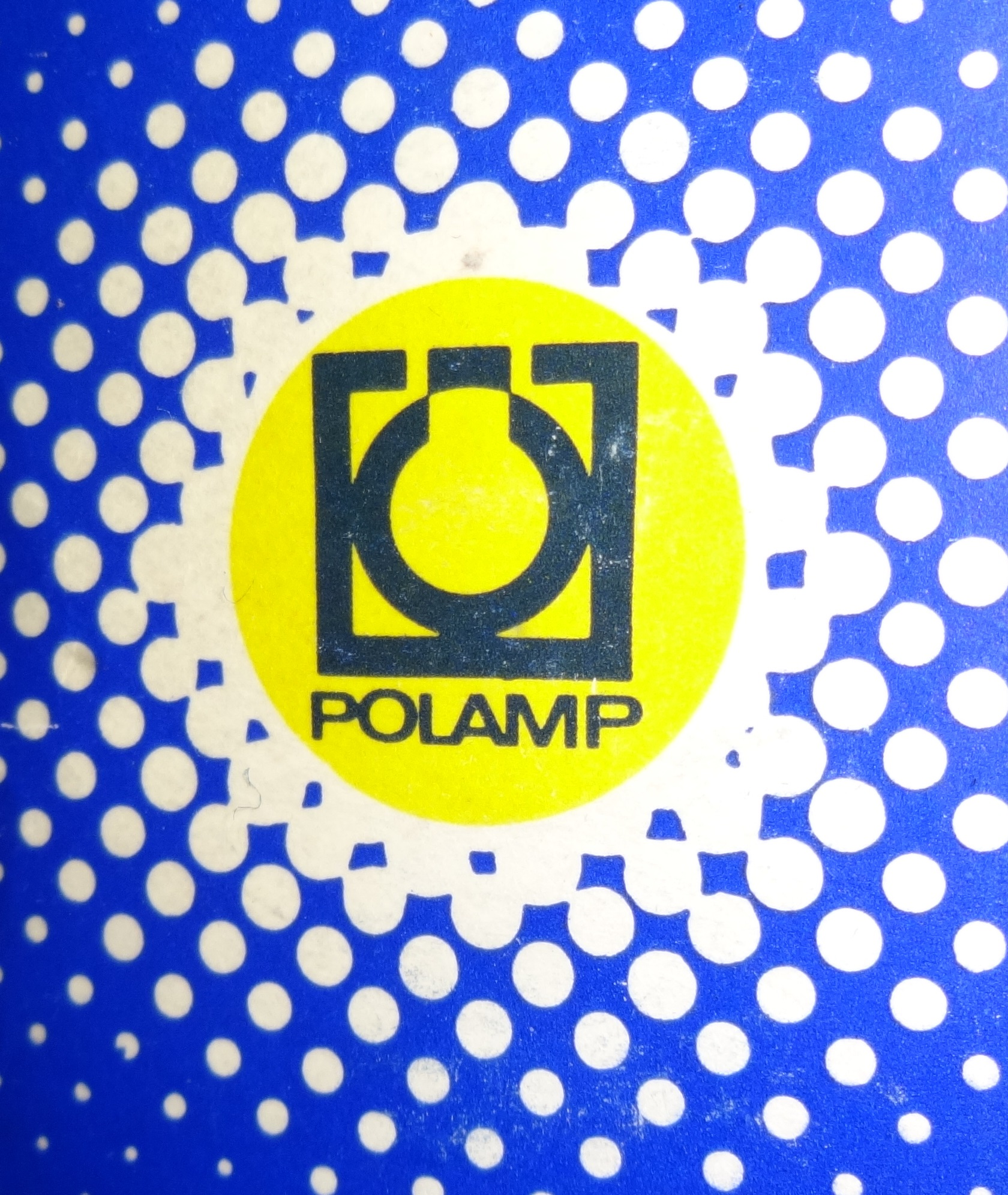
Logo Polamp

Zjednoczenie Sprzętu Oświetleniowego i Elektromechanicznego „Polam” – polskie zjednoczenie istniejące w latach 1972–1989, skupiające zakłady produkujące sprzęt oświetleniowy i elektromechaniczny.
Zjednoczenie Polam, powołane do życia 31 grudnia 1971 wzięło swą nazwę od czołowego zakładu Fabryki Żarówek Polam w Pabianicach, a formalnie wywodzi się z funkcjonującego od 1970 w strukturach Zjednoczenia Przemysłu Elektronicznego UNITRA Kombinatu Źródeł Światła UNITRA-Polam, który w nowym zjednoczeniu nosił nazwę Kombinatu Techniki Świetlnej „Polam”. Przed nazwami zakładów, wchodzących w skład Zjednoczenia umieszczano nazwę Polam, oraz logo.
W 1989 r. Zjednoczenie „Polam” zostało rozwiązane, a zakłady wchodzące w jego skład zaczęły produkcję pod własnymi markami handlowymi.

## Zakłady podległe zjednoczeniu
- Fabryka Żarówek „Helios” Śląska Fabryka Lamp Żarowych, Katowice, później Fabryka Żarówek „Helios” Sp. z o.o.
- Huta Szkła Ożarów Warszawska Huta Szkła S.A., później Przedsiębiorstwo Produkcyjno-Handlowe „POLAMP-Warszawa” Sp. z o.o.
- Metlam Zakłady Materiałów Lampowych, Warszawa
- Mewa Fabryka Opakowań Blaszanych, Bielsko-Biała
- Polam-Bielsko Bielskie Zakłady Podzespołów Lampowych, później Philips Lighting Bielsko Ltd.
- Polam-Farel Zakład Sprzętu Oświetleniowego, Kętrzyn, później Philips Lighting Poland S.A. Oddział w Kętrzynie
- Polam-Gdańsk Zakłady Sprzętu Oświetleniowego, później POLAM-REM S.A.
- Polam-Gostynin później ELGO Lighting Industries S.A., grupa BRILUM (w upadłości)
- Polam-Katowice Śląska Fabryka Lamp Żarowych, później Fabryka Żarówek „Helios” Sp. z o.o.
- Polam-Kontakt Południowe Zakłady Przemysłu Elektrotechnicznego, Czechowice-Dziedzice, później KONTAKT – SIMON S.A.
- Polam-Meos Przedsiębiorstwo Sprzętu Oświetleniowego, Warszawa (zlikwidowane na początku lat 90.)
- Polam-Mysłakowice Dolnośląskie Zakłady Porcelany Elektrotechnicznej, później Polam Mysłakowice Sp. z o.o.
- Polam-Nakło Zakłady Sprzętu Instalacyjnego, później Zakłady Sprzętu Instalacyjnego Polam Nakło S.A
- Pabianicka Fabryka Żarówek Polam, Pabianice, później Lumileds Poland S.A. Oddział w Pabianicach
- Polam-Piła Zakłady Sprzętu Oświetleniowego, Piła, później Philips Lighting Poland S.A. Oddział w Pile (wcześniejsza nazwa: Lumen)
- Polam-Pieńsk Huty Szkła Oświetleniowego, później Pieńskie Huty Szkła „Łużyce” Sp. z o.o.
- Polam-Poznań Zakłady Sprzętu Oświetleniowego (zlikwidowane)
- Polam-Projekt Biuro Projektowo-Technologiczne Przemysłu Sprzętu Oświetleniowego i. Elektroinstalacyjnego, Warszawa (zlikwidowane)
- Polam-Przemyśl Południowe Zakłady Przemysłu Elektrotechnicznego Polam
- Polam-Pułtusk Fabryka Sprzętu Elektrotechnicznego, przekształcona w ETI Polam sp. z o.o. (główny udziałowiec ETI ELEKTROELEMENT d.d. IZLAKE Słowenia)
- Polam-Radom Zakłady Sprzętu Oświetleniowego (zlikwidowane)
- Polam-Rzeszów Rzeszowskie Zakłady Lamp Wyładowczych (zlikwidowane)
- Polam-Suwałki (zlikwidowany)
- Polam-Szczecinek Zakłady Sprzętu Instalacyjnego, później Elda-Eltra Elektrotechnika S.A., grupa Schneider-Electric
- Polam-Wieliczka Zakłady Sprzętu Oświetleniowego (zlikwidowane)
- Polam-Wilkasy Zakłady Sprzętu Oświetleniowego, później ES – SYSTEM Wilkasy sp. z o.o.
- Polamp-Warszawa, Ożarów Mazowiecki, później Przedsiębiorstwo Produkcyjno-Handlowe „POLAMP-Warszawa” Sp. z o.o.
- Unima Zakłady Budowy Maszyn Lampowych, Warszawa (zlikwidowane)
- COBR Polam
- OBR Elgos